# Erythrus axillaris
Erythrus axillaris là một loài bọ cánh cứng trong họ Cerambycidae.